# Джордж і корабель часу
«Джордж і корабель часу» (англ. George and the Ship of Time) — завершальна (шоста) книга англійської письменниці і популяризатора науки Люсі Гокінґ із циклу «Пригоди Джорджа». Вперше видана у видавництві Simon & Schuster (Нью-Йорк) у липні 2019 року. У цьому ж році видана українською мовою у Видавництві Старого Лева (Львів).

## Сюжет
Джордж із вірним другом роботом Бульцманом повертаються на Землю із космічної подорожі на зорельоті, що колись належав відомому злочинцю Аліоту Мераку. Згодом з'ясовується, що за час подорожі на рідній планеті пройшло чимало часу, адже мандрівники рухалися із великим прискоренням.
Прибульців з минулого чекає чимало несподіванок — світ у 2081 році зовсім не схожий на той, яким він був у 2018-му. Землю поділено на тиранічний Едем, де всі з народження боржники, загадкове Потойбіччя, правителька якого замість звичної мови використовує смайлики, та вільну територію Альба, де живуть ті, кому пощастило втекти від влади деспота Трелліса Дампа. А є ще колонії людей, що живуть на болотах і не хочуть жити за едемськими порядками.
Джорджу та його друзям зрештою вдається змінити світ майбутнього на краще.

## Цікаві факти
- У книзі в доступній для дітей формі піднімаються складні питання, пов'язані з мандрівками в часі, штучним інтелектом, змінами клімату, проблемами глобальної війни і миру, загрозами всевладдя корпорацій і т. ін.

- Образ Трелліса Дампа другого прозоро натякає на президента США Дональда Трампа, що як і головний герой роману відомий своїм скепсисом щодо зміни клімату[1], а також володіє хмарочосом, названим на свою честь[en]. Зовнішню схожість підкреслюють автентичні ілюстрації Ґаррі Парсонза.